# (16035) Sasandford
(16035) Sasandford est un astéroïde de la ceinture principale.

## Description
(16035) Sasandford est un astéroïde de la ceinture principale. Il fut découvert le 24 mars 1999 à la station Anderson Mesa par le programme LONEOS. Il présente une orbite caractérisée par un demi-grand axe de 2,78 UA, une excentricité de 0,09 et une inclinaison de 9,5° par rapport à l'écliptique.

## Compléments